# Гавел, Ян
Ян Гавел (чеш. Jan Havel, 10 ноября 1942, Колин, Протекторат Богемии и Моравии) — бывший чехословацкий хоккеист, нападающий. Серебряный призёр Олимпийских игр 1968 года, бронзовый призёр Олимпийских игр 1972 года, трёхкратный призёр чемпионатов мира.

## Биография
Ян Гавел начал игровую карьеру в 1961 году в команде «Литомержице». В 1962 году перешёл в клуб «Дукла Йиглава», в котором провёл 1 год. С 1963 по 1975 год выступал за команду «Спарта Прага». Дважды (в 1968 и 1971 годах) становился лучшим снайпером чехословацкой лиги. Завершил карьеру в 1979 году, последние 4 сезона играл за пражскую «Славию».
С 1966 по 1972 год играл за сборную Чехословакии. В составе сборной становился серебряным призёром Олимпийских игр 1968 года в Гренобле и бронзовым призёром Олимпийских игр 1972 года в Саппоро, а также три раза был призёром чемпионатов мира.
Через семь месяцев после того, как советские войска вторглись в Чехословакию, 21 марта 1969 года в Стокгольме сборные этих стран встретились на Чемпионате мира по хоккею. Игроки чешской сборной вспоминали, что выходили на лед как будто на войну – мстить за оккупацию.  "Все ребята были патриотами и не выносили оккупацию. Мы были готовы оставить на льду сердце", – говорил нападающий сборной Ян Гавел спустя 50 лет. Чехословакия выиграла со счетом 2:0. На послематчевой церемонии игроки отказались пожимать руки советским хоккеистам. По словам Гавела: "Американцы нас ждали у входа в гостиницу, и у каждого в руке была для нас бутылка виски – так они нас поздравили с победой над СССР".
После окончания игровой карьеры стал тренером. В последние годы был менеджером юниорской команды (до 20 лет) пражской «Спарты».
18 декабря 2014 года введён в зал славы чешского хоккея.

## Достижения

### Командные
- Серебряный призёр Олимпийских игр 1968
- Бронзовый призёр Олимпийских игр 1972
- Серебряный призёр чемпионатов мира 1968 и 1971
- Бронзовый призёр чемпионата мира 1969
- Серебряный призёр чемпионатов Чехословакии 1967 и 1974
- Бронзовый призёр чемпионата Чехословакии 1965 и 1968

### Личные
- Лучший бомбардир чемпионата Чехословакии 1968 (54 очка)
- Лучший снайпер чемпионата Чехословакии 1968 (39 шайб) и 1971 (32 шайбы)

## Статистика
- Чемпионат Чехословакии — 460 игр, 286 шайб
- Сборная Чехословакии — 63 игры, 34 шайбы[3]
- Всего за карьеру — 523 игры, 320 шайб